# Agrias sublugens
Agrias sublugens är en fjärilsart som beskrevs av Le Moult 1931. Agrias sublugens ingår i släktet Agrias och familjen praktfjärilar. Inga underarter finns listade i Catalogue of Life.